# همایون سلیمی
همایون سلیمی (زاده ۱۳۲۷، تهران)، هنرمند نقاش، چاپگر و عضوهیات علمی دانشگاه هنر تهران است.

## زندگی
این هنرمند نقاش از هنرستان میرک تبریز دیپلم گرفت و سپس مدتی در بانک مشغول شد. اما علاقه وافرش به نقاشی او را بر آن داشت که راهی کشور فرانسه شود و در بوزار پاریس تحصیل خود را در مقطع لیسانس ادامه دهد. او فوق لیسانس و دکترا را از دانشگاه سوربون در رشته زیبایی‌شناسی دریافت کرد. تز دکترای او مقایسه‌ای تصویری است میان آثارش با بناهای ایرانی اعم از کاشی کاری و مجموعه بناهای کاشان.

## فعالیت‌ها
او تاکنون بیش از ۲۰ نمایشگاه انفرادی در ایران و دیگر کشورها برگزار کرده و چندین جایزه بین‌المللی را دریافت کرده‌است. علاوه بر نقاشی و چاپ دستی (لیتوگرافی و حکاکی روی فلز)، پرورش درختچه‌های مینیاتوری بن‌سای نیز بخشی از آفرینش‌های هنری این هنرمند نقاش است. همایون سلیمی در کمیته‌های داوری و انتخاب دوسالانه‌های نقاشی و مجسمه‌سازی ایران نیز شرکت داشته‌است.

## نقد آثار
نقش و بافت در آثار همایون سلیمی، نقشی اساسی ایفا می‌کنند. او رنگ‌بندی‌های مختلف و درجه‌های متفاوتی از فام‌ها و غلظت رنگ را در نقاشی‌هایش نشان می‌دهد. نقاشی‌های وی در طول زمان به تدریج چند لایه ای تر و رنگین تر شده‌است. او با گذاشتن لایه‌های متعدد رنگ و برداشتن قسمت‌های برجسته تر به وسیله سمباده، رنگارنگی و حجم بخشی در سطح تابلوهایش را بیشتر می‌کند. در تعدادی از تابلوهای این هنرمند، رنگ‌های مکمل و متضاد با هم دیده می‌شوند و سطح تابلو جلوه‌ای مانند کانی‌ها را می‌یابد. او در آثار اخیرش نقشِ گل پنج پر را انتخاب کرده و آن را در کارهایش تکرار می‌کند. تکرار در آثار سلیمی از این جهت جذاب است که بافتی یک دست به کارهایش می‌بخشد؛ ولی در عین حال هر نقشی با دیگری در جزئیات متفاوت است. او نقوش را به وسیله پر کننده رنگ برجسته ساخته و هر نقش گُل مانندی را با نقطه ای مرکزی به تصویر می‌کشد. نظم و بی‌نظمی در این آثار جنبه‌ای شاعرانه یافته‌ و سطح نقاشی مانند منجوق دوزی‌ها و پته دوزی‌ها، برجسته و غنی از رنگ است. ایستایی کلی این آثار با تکرار نقوش جنبه‌ای مفهومی می‌یابد. نقاشی‌های سلیمی ویژگی‌هایی دارند که هم از سنت و هم از دستاوردهای نقاشی‌های مدرن بهره می‌برند و در همان حال خصلت‌های معاصر را نیز از خودشان نشان می‌دهند. مخاطبان آثار او از قبل می‌دانند که در نمایشگاهش قرار است با چه روبرو شوند اما هر بار او فضائی متفاوت از آثار پیشین‌اش را به نمایش می‌گذارد.